# Ahouach

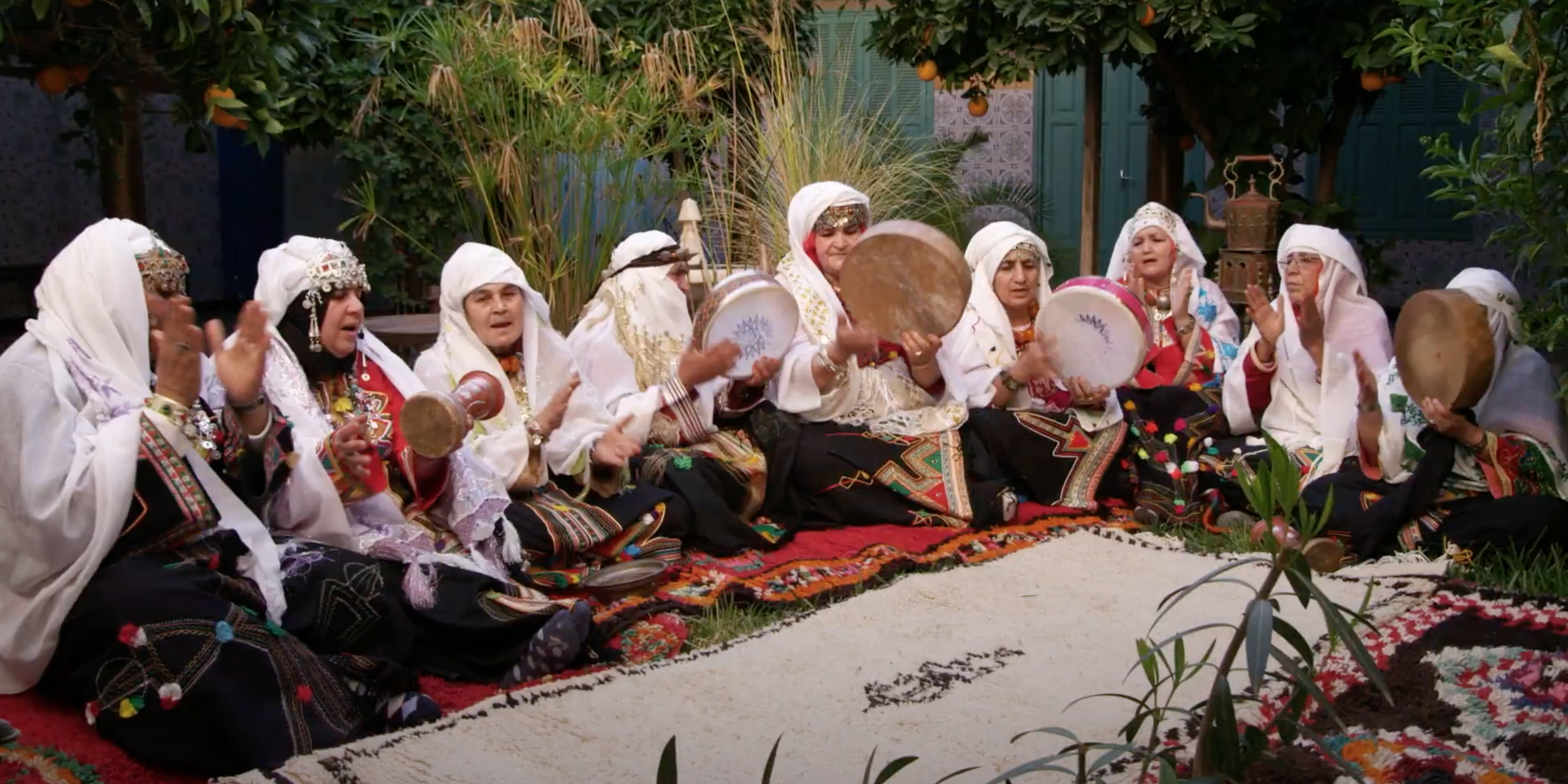
Femme de Tiznit jouant de l'ahwash

Genres dérivés
Aarfa
Genres associés
Aarfa
L'ahouach (écrit ahwash en anglais, et de là ahwach, les trois graphies tentant de rendre l'amazigh "ⴰⵃⵡⴰⵛ aḥwac", API /'æħ.wæʃ/) est une danse traditionnelle collective berbère du sud marocain. Les danseurs d'ahwach sont appelés ihouaouyn

## Danse

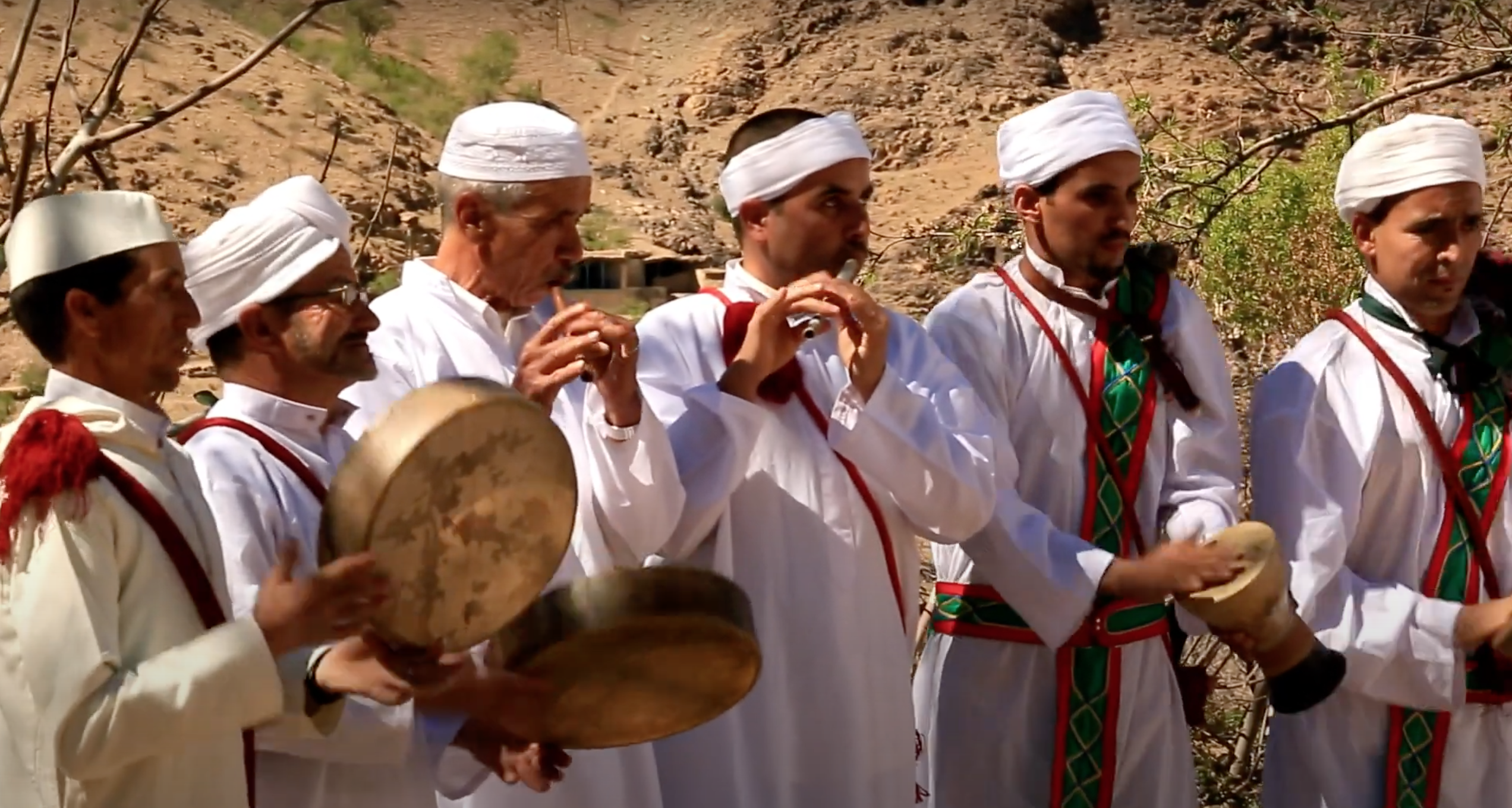
Musiciens jouant de l'ahwash à Tajelt

La danse ahwach est une pratique rituelle qui met en acte une symbolique des rapports entre les différents actants qui y participent par l'entremise de structures chorégraphiques collectives. 
La séance peut durer jusqu'à deux heures de danse dont le dialogue de poésie entre les participants. C'est pourquoi la qualité de la danse d'ahouach dépend de la qualité de la poésie et de son authenticité.

## Instruments

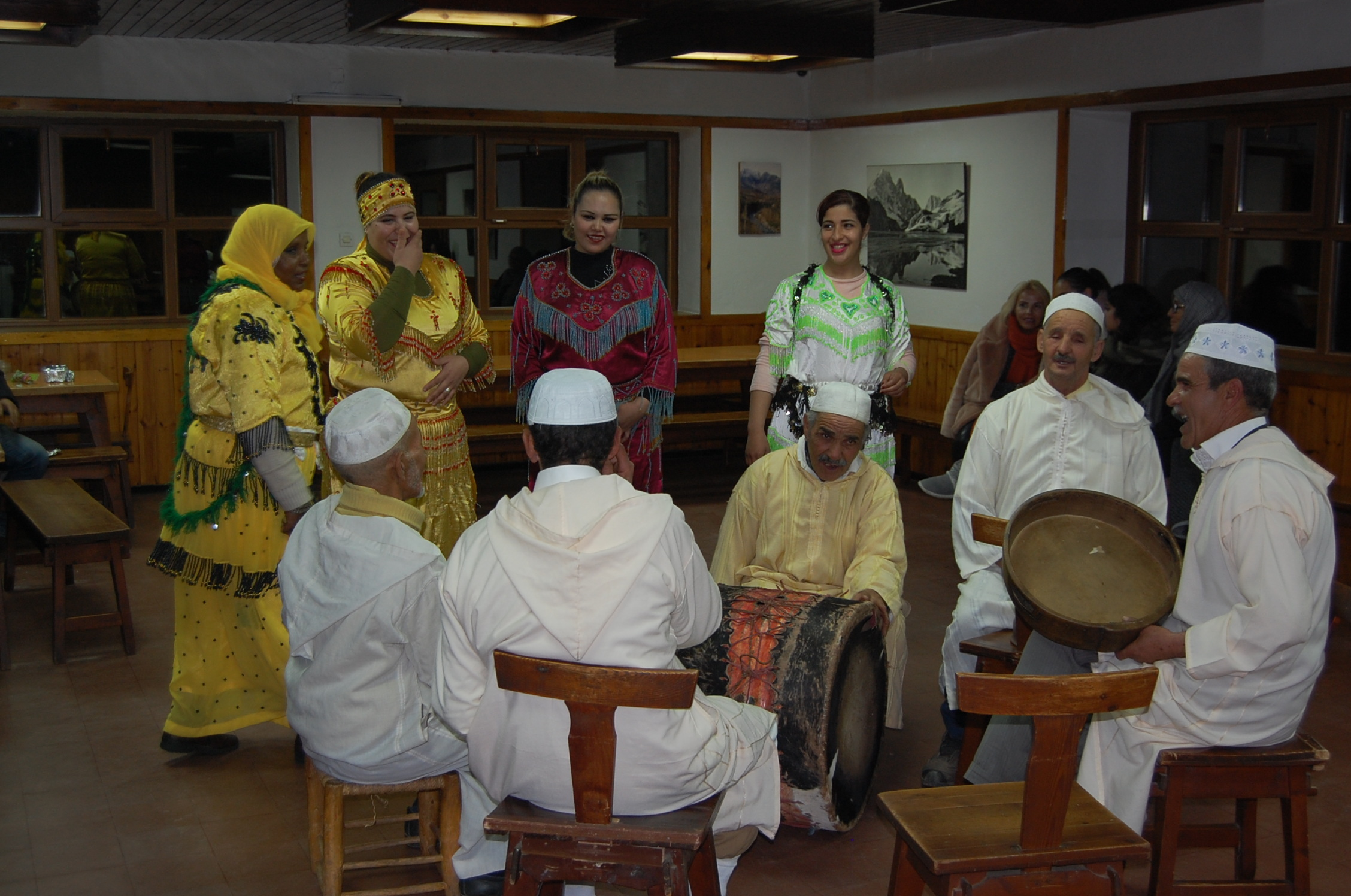
Petit groupe en soirée privée

Parmi les instruments qui sont utilisés pendant la danse, on note le tara (une sorte de tambourin), le tbel (tambour), le naqus (instrument en métal sur lequel on frappe au moyen de deux bâtons en fer).

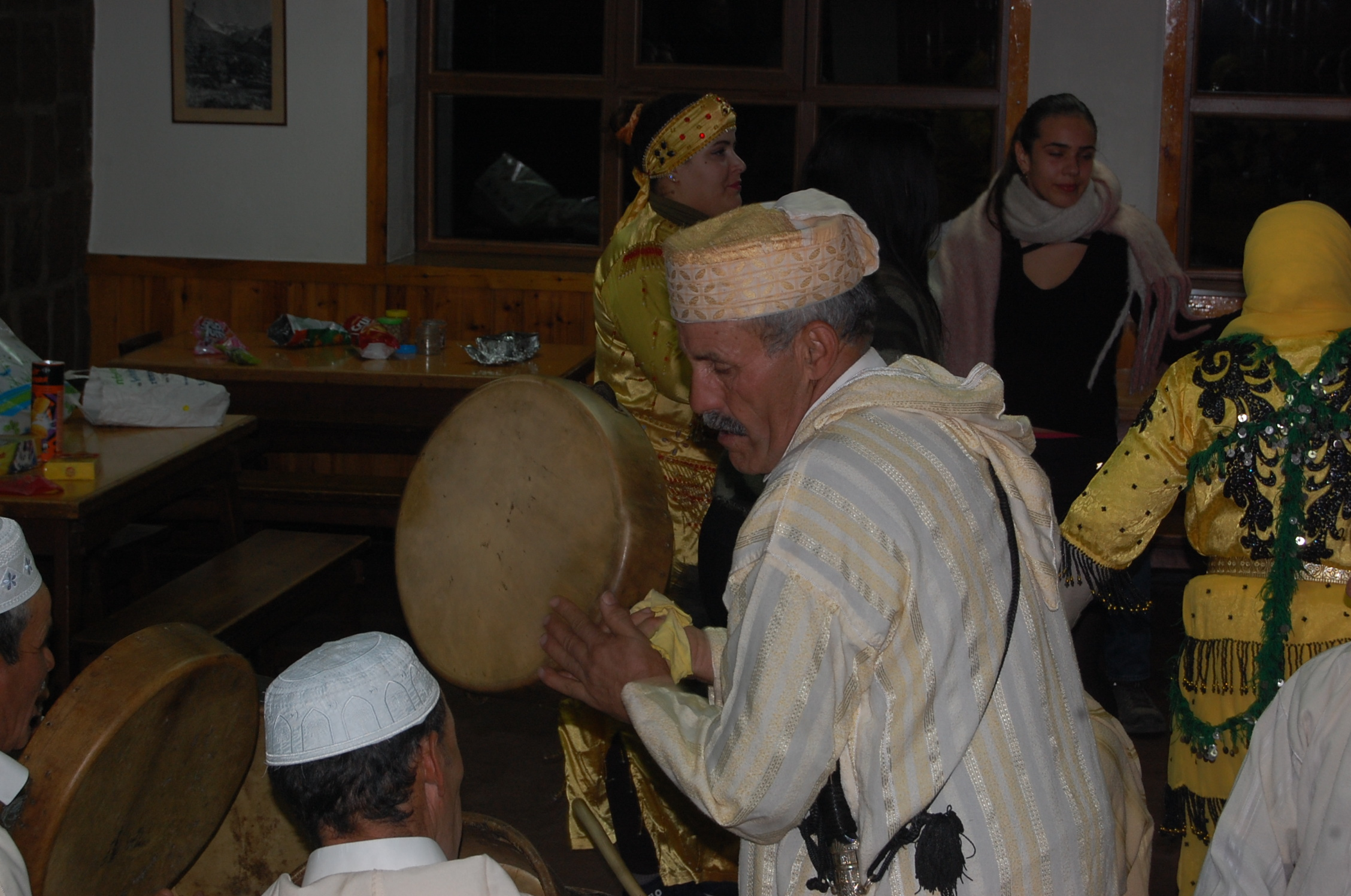
tara
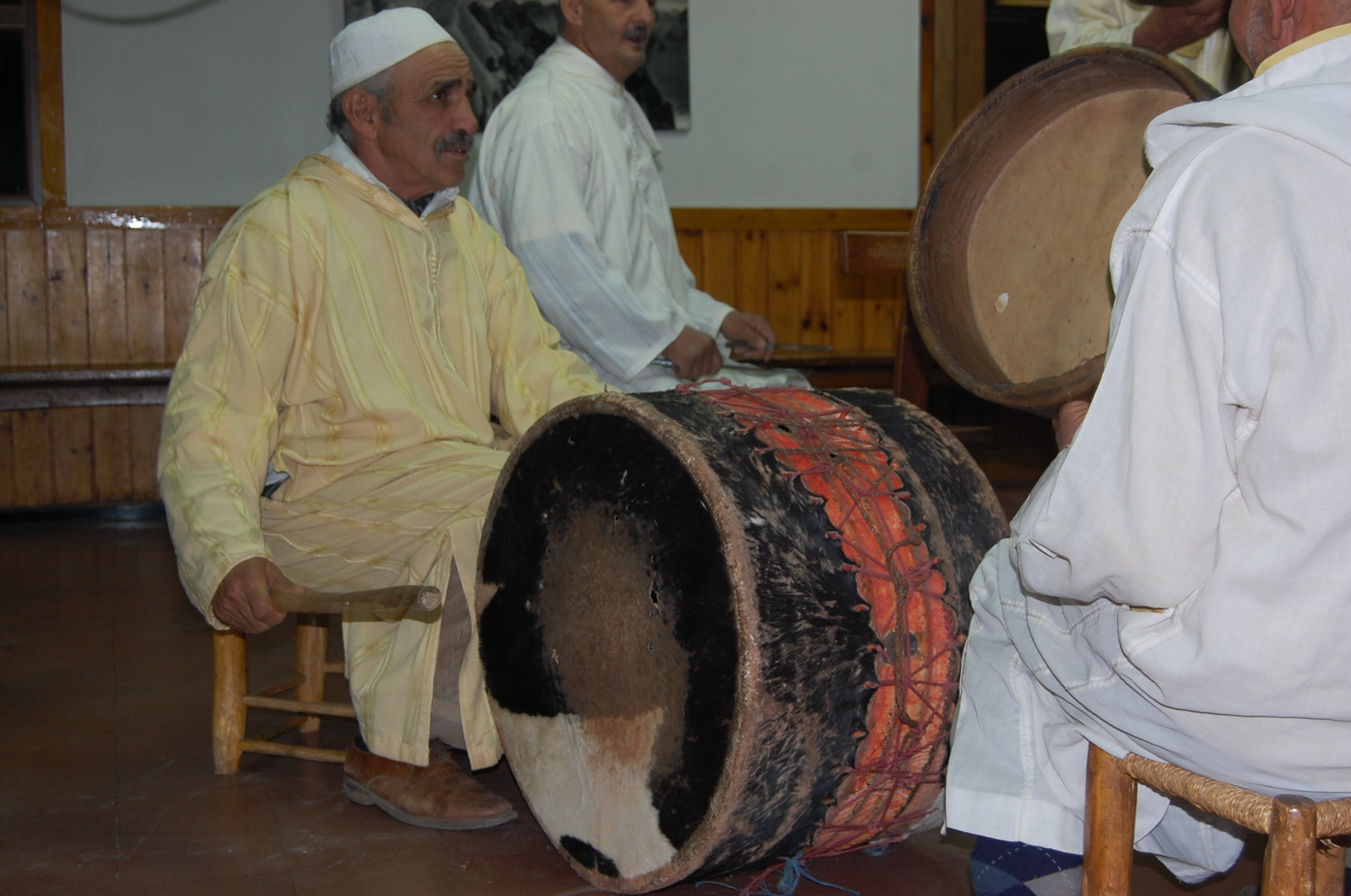
tbel
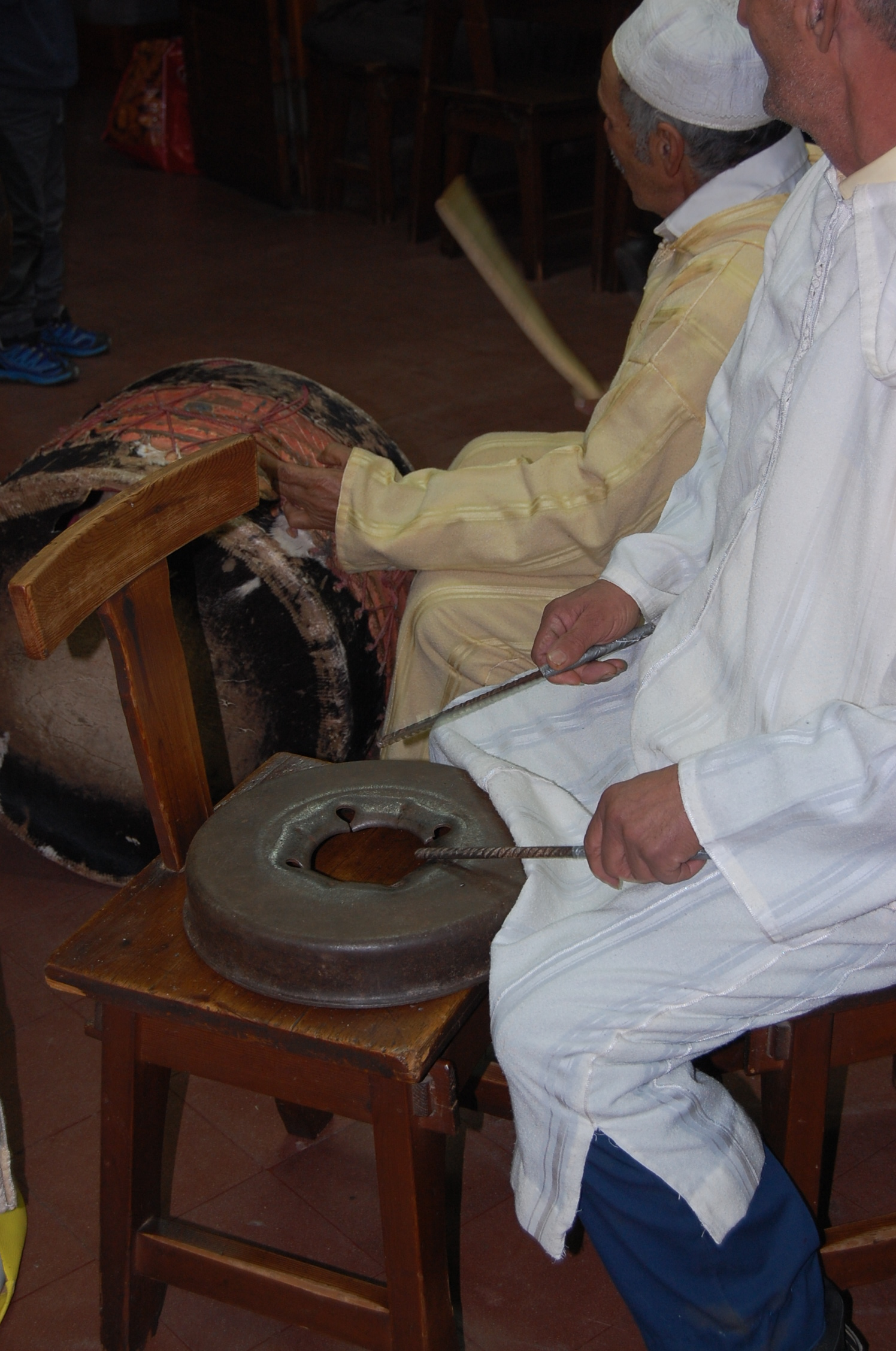
naqus

## Photos

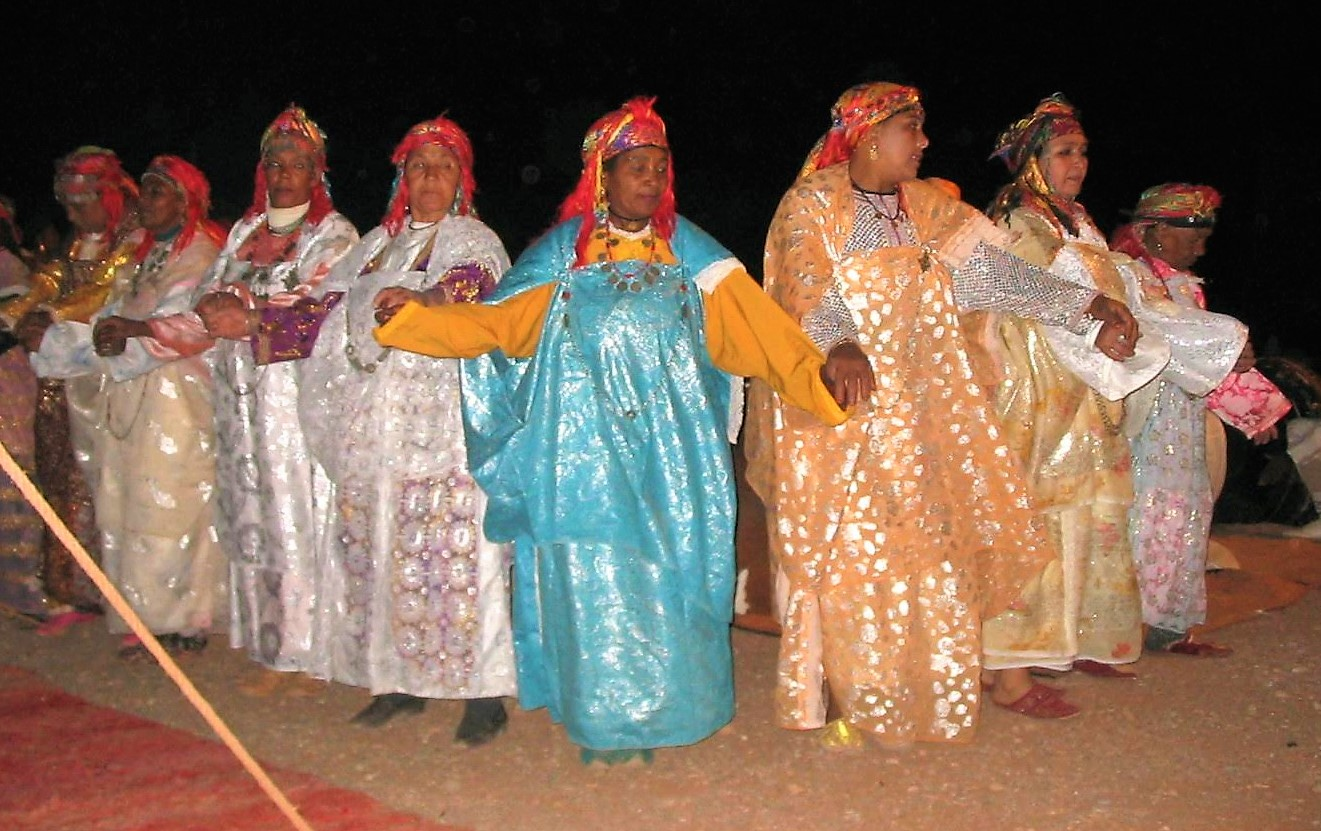
Ahouach de Telouet.
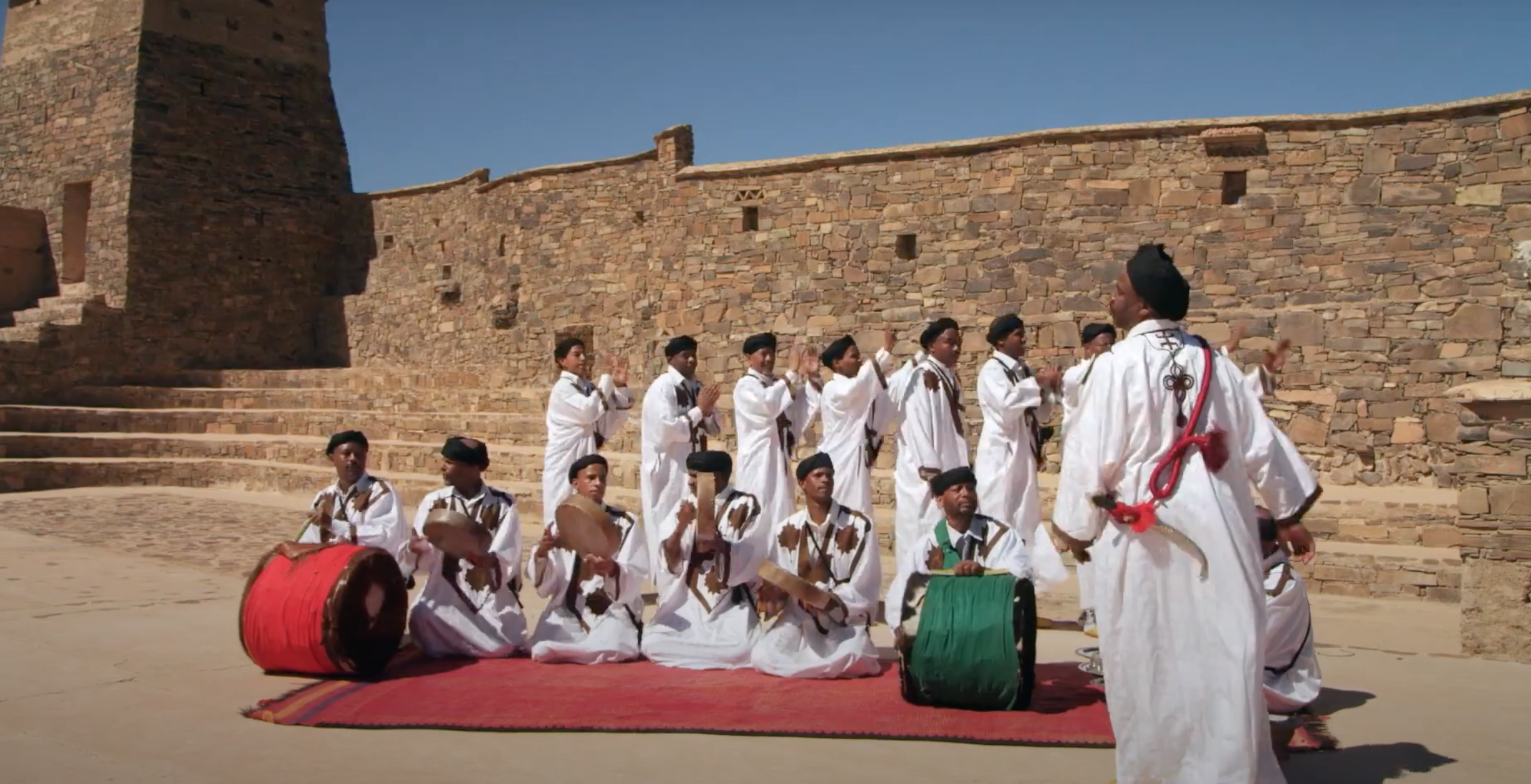
Ahouach d'Assa.
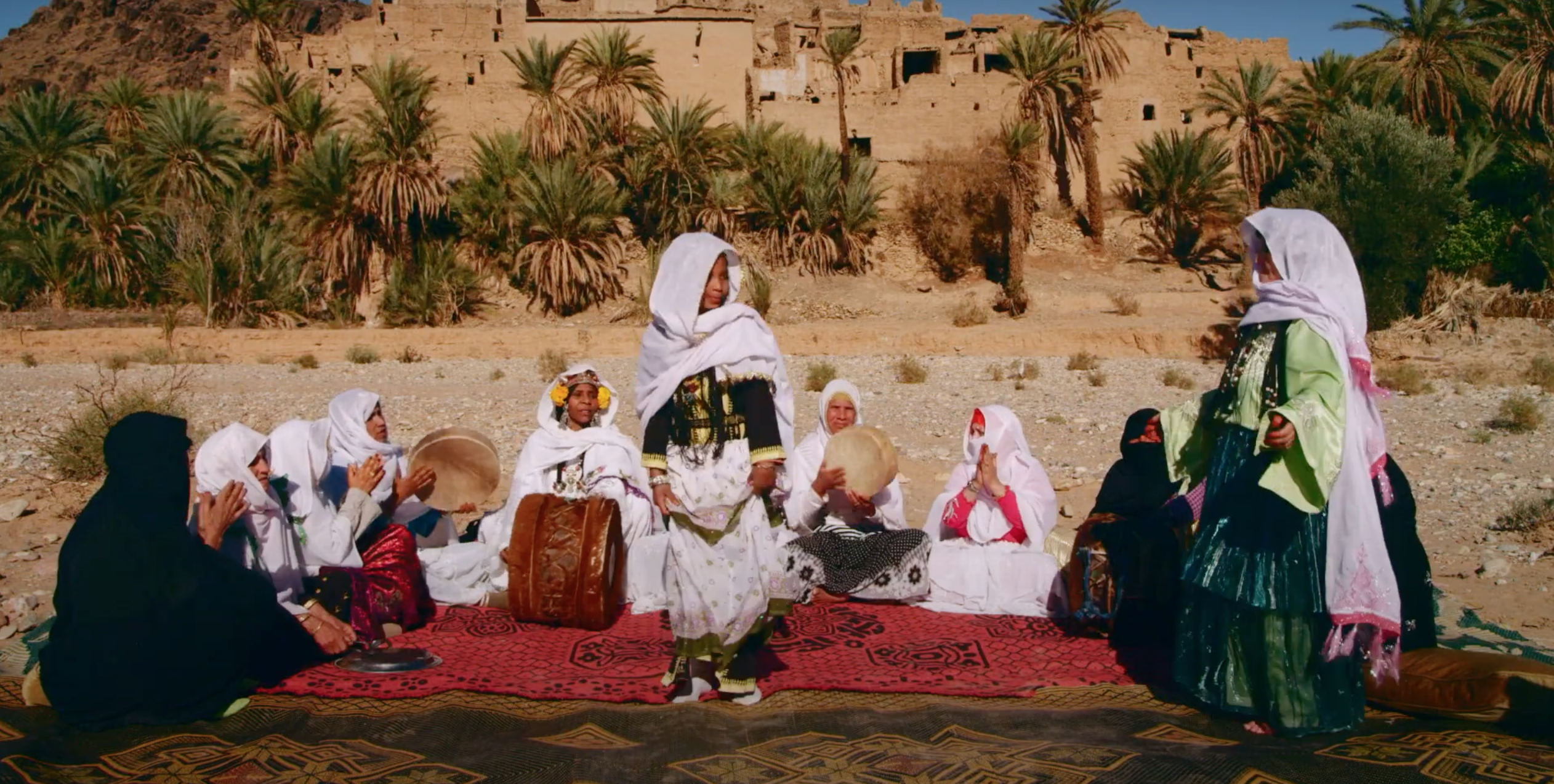
Ahouach de Tamanart.
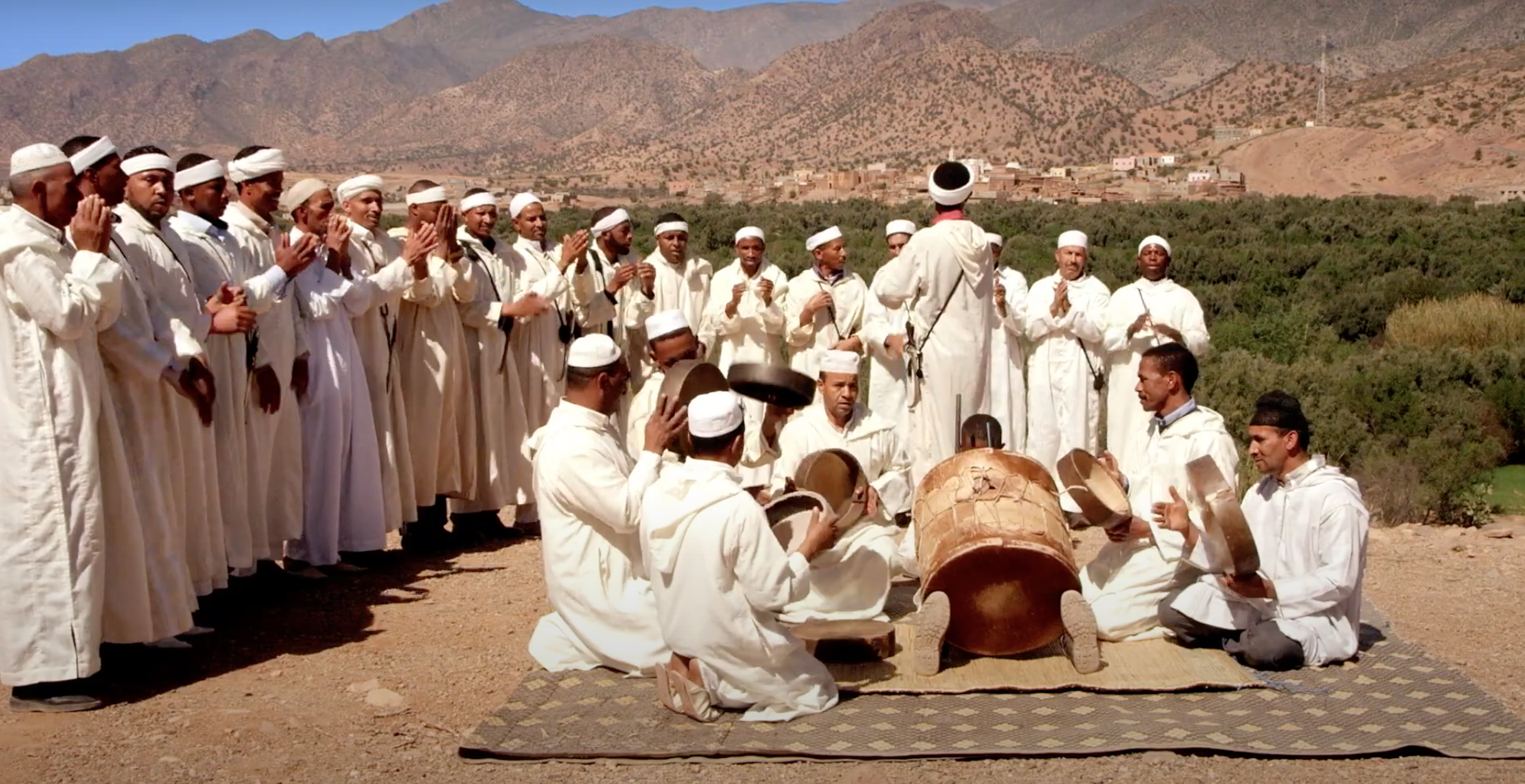
Ahouach d'Aoulouz.
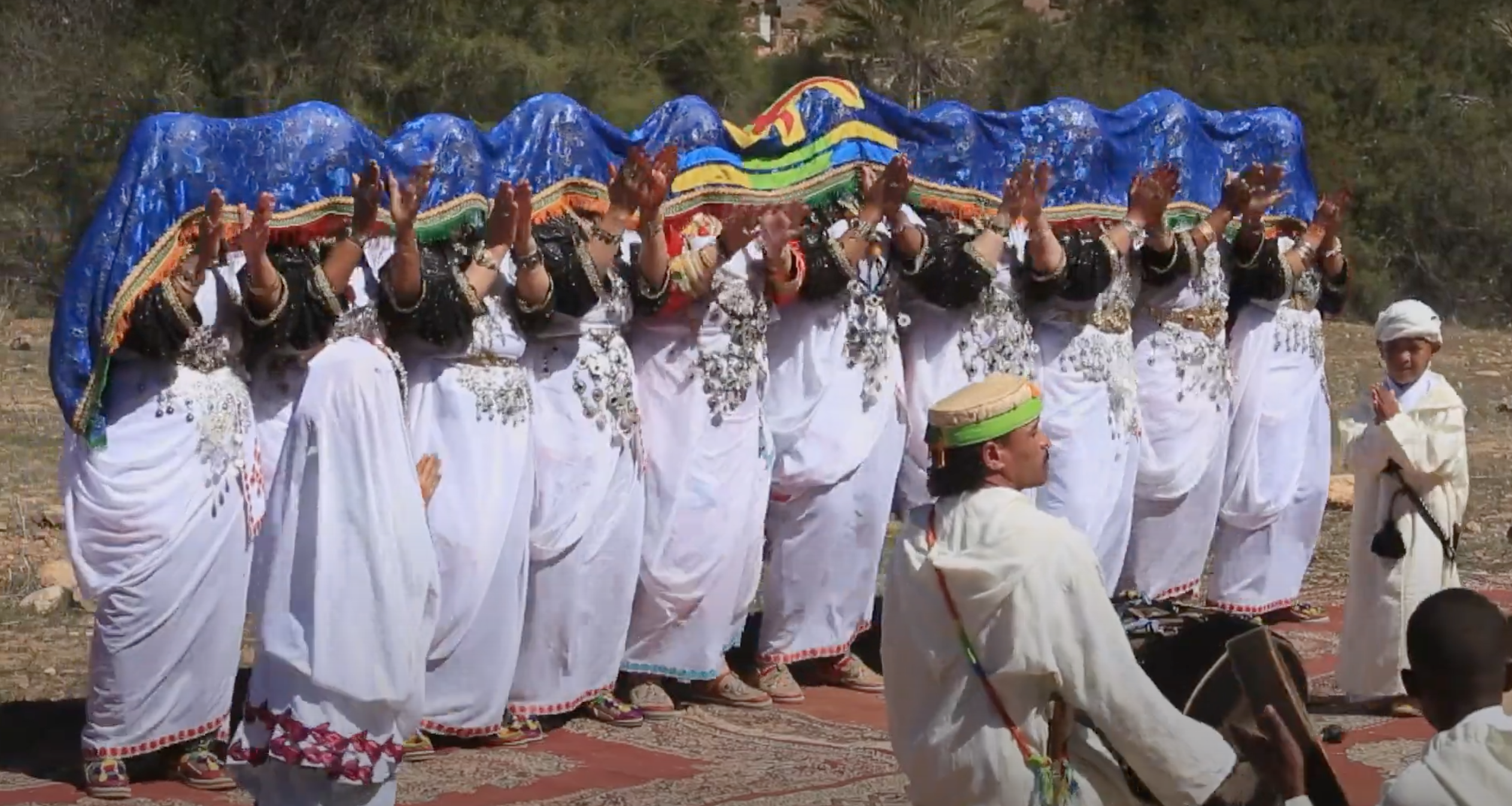
Ahouach de Tafraout.
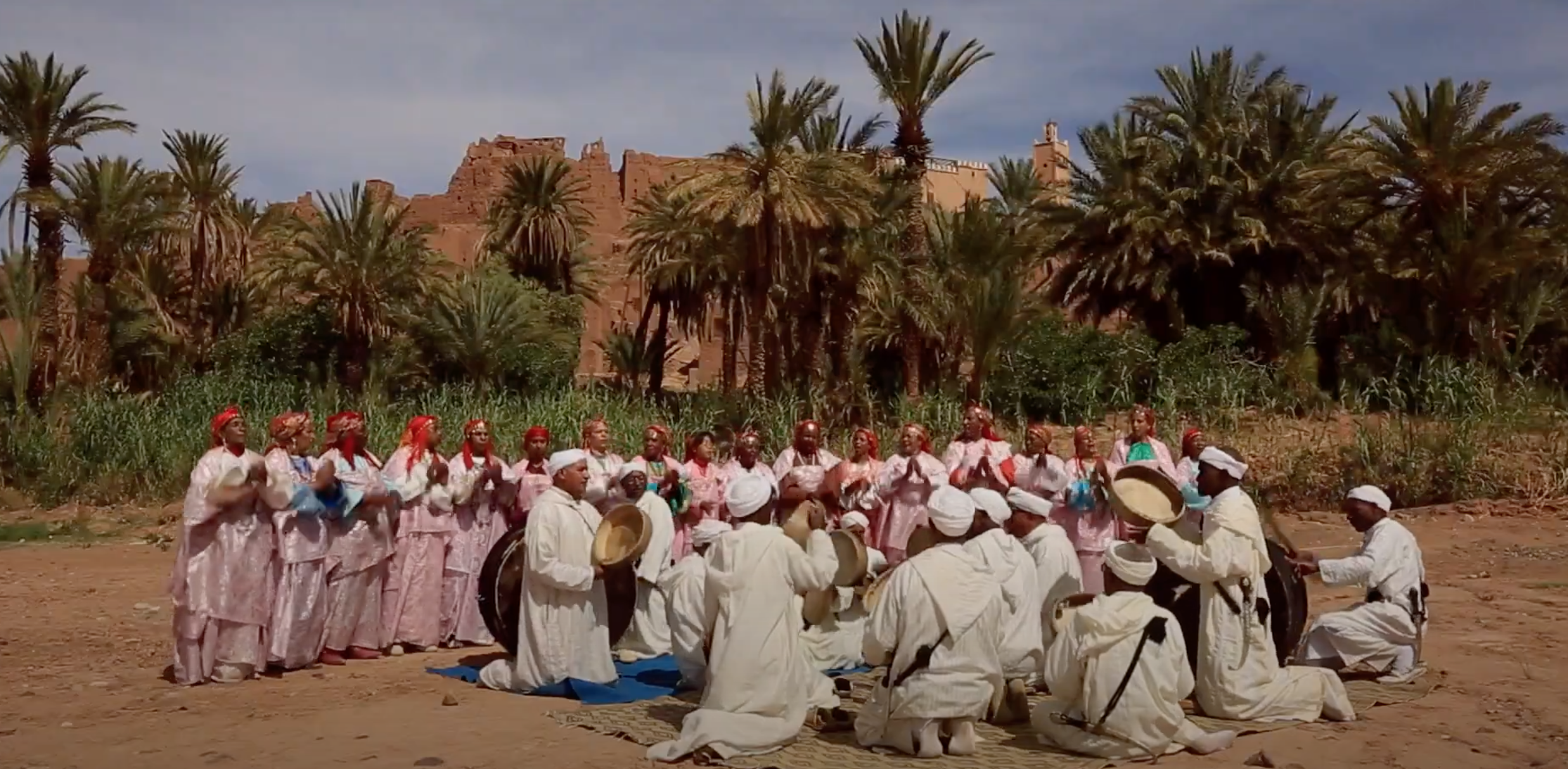
Ahouach d'Ouarzazate.
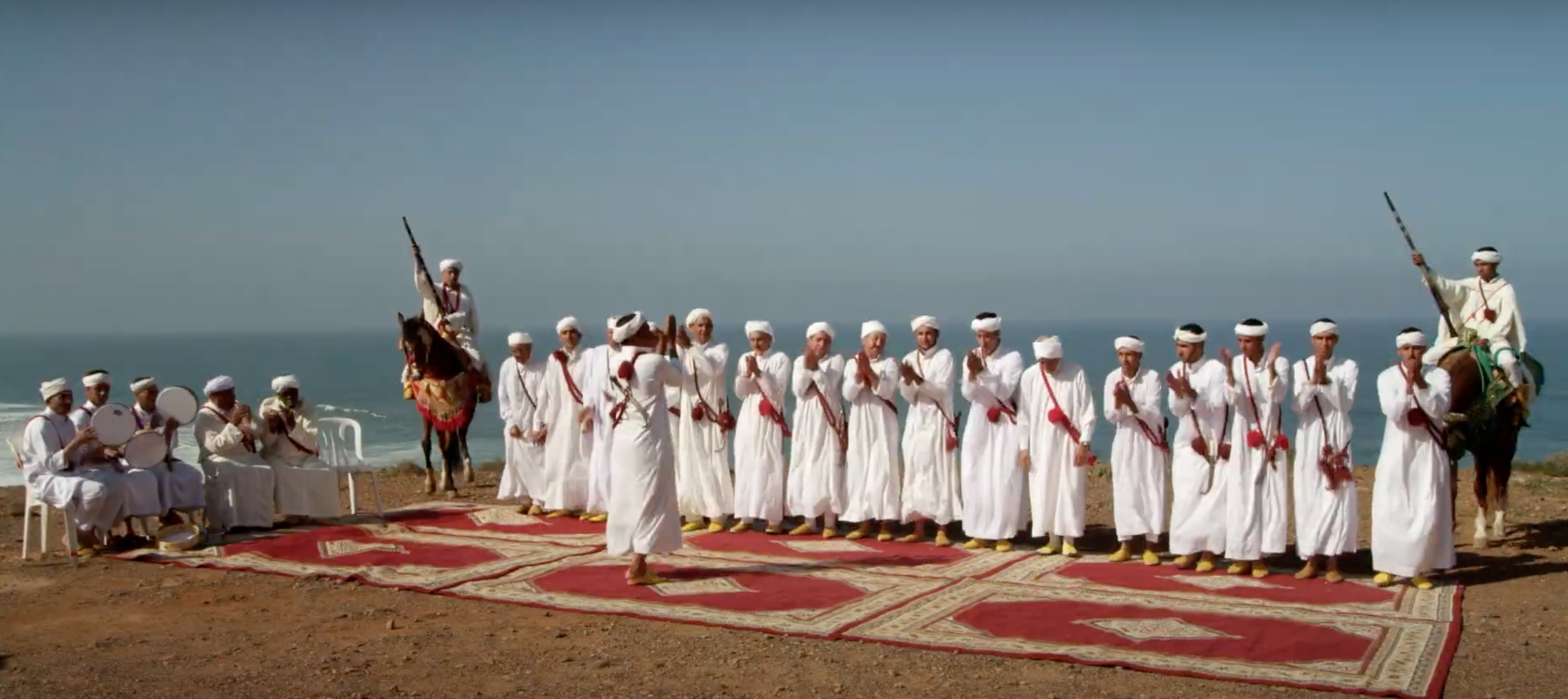
Ahouach de Mirleft.
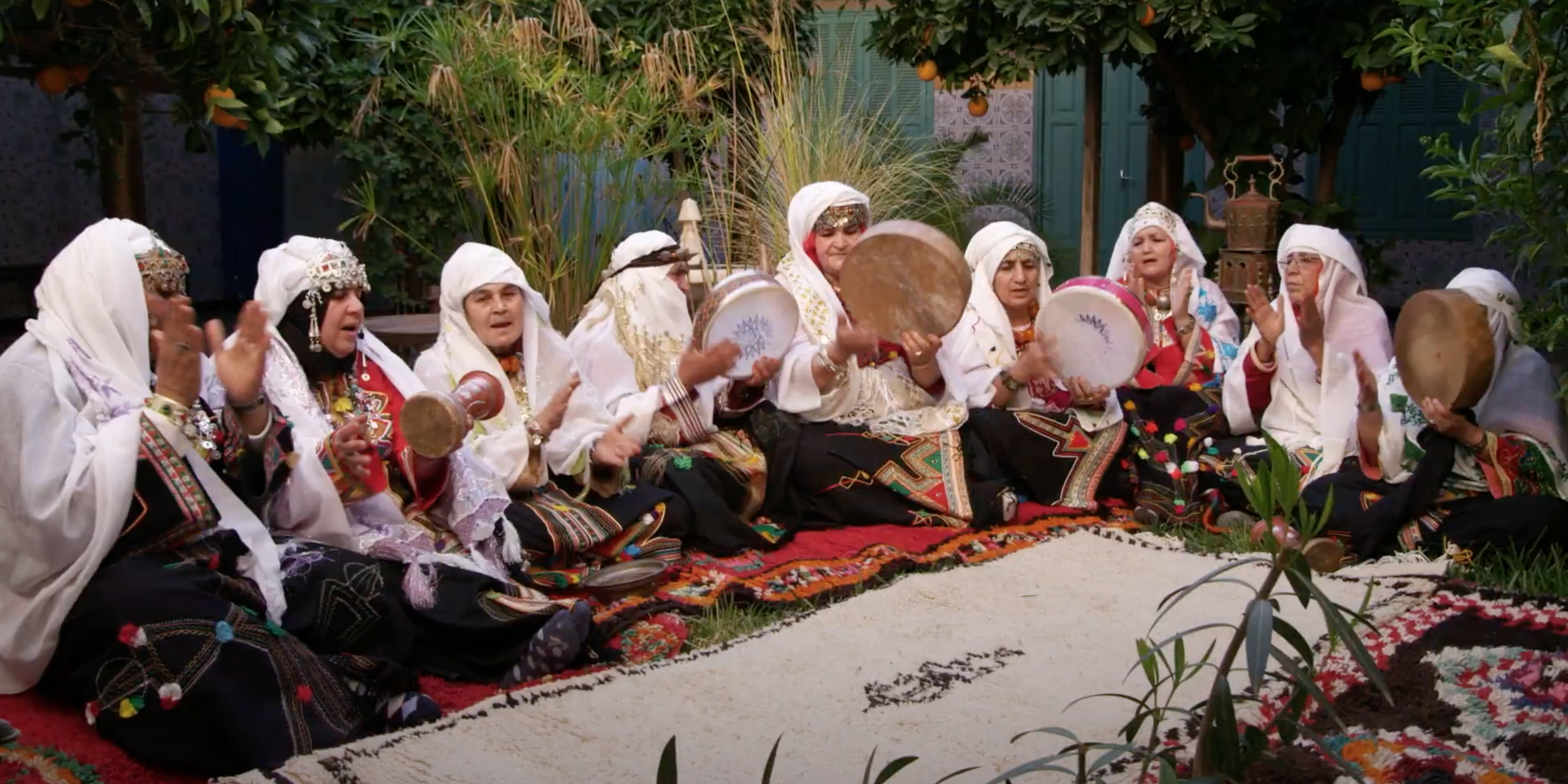
Ahouach de Tiznit
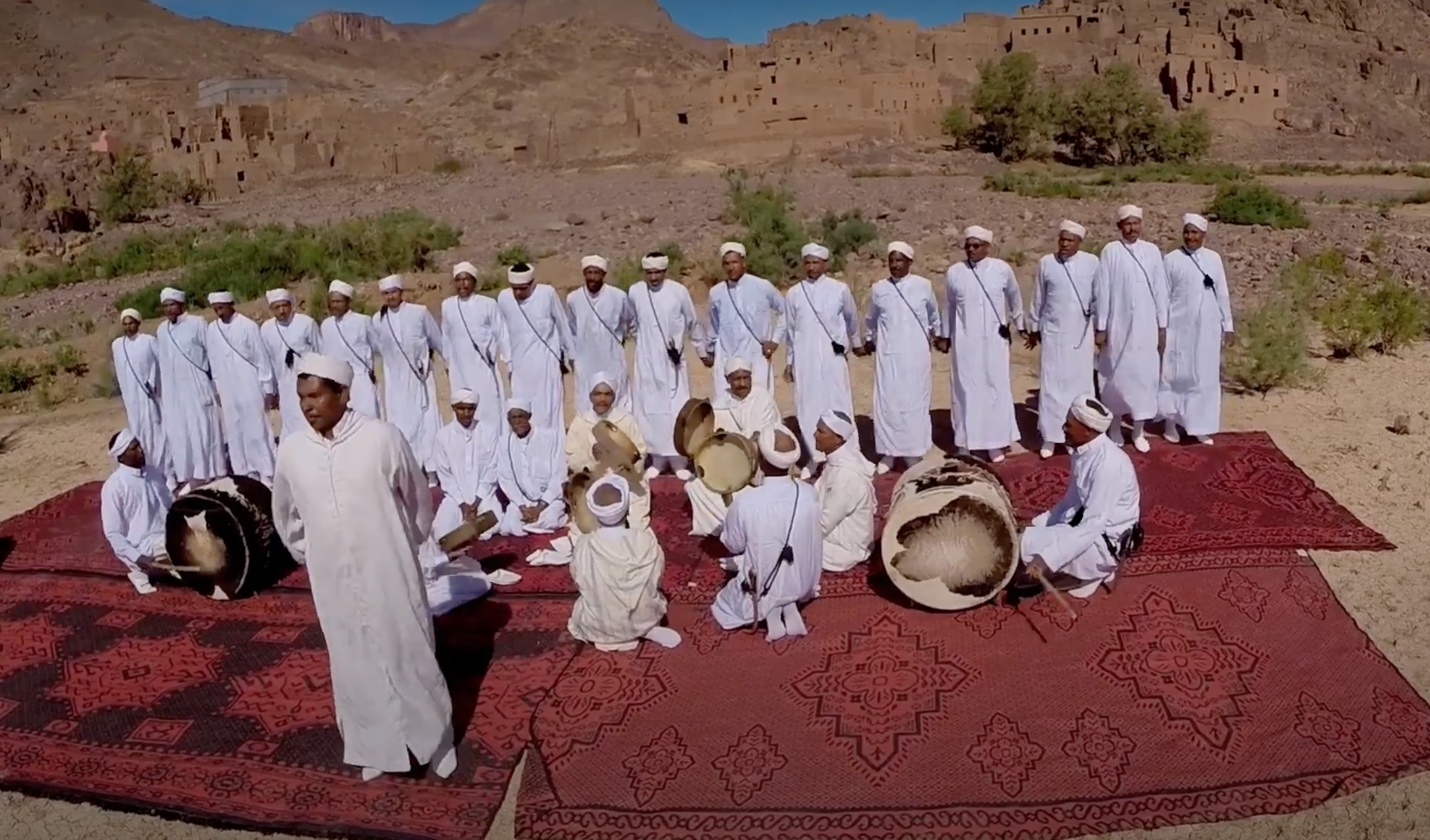
Ahouach d'Agdez
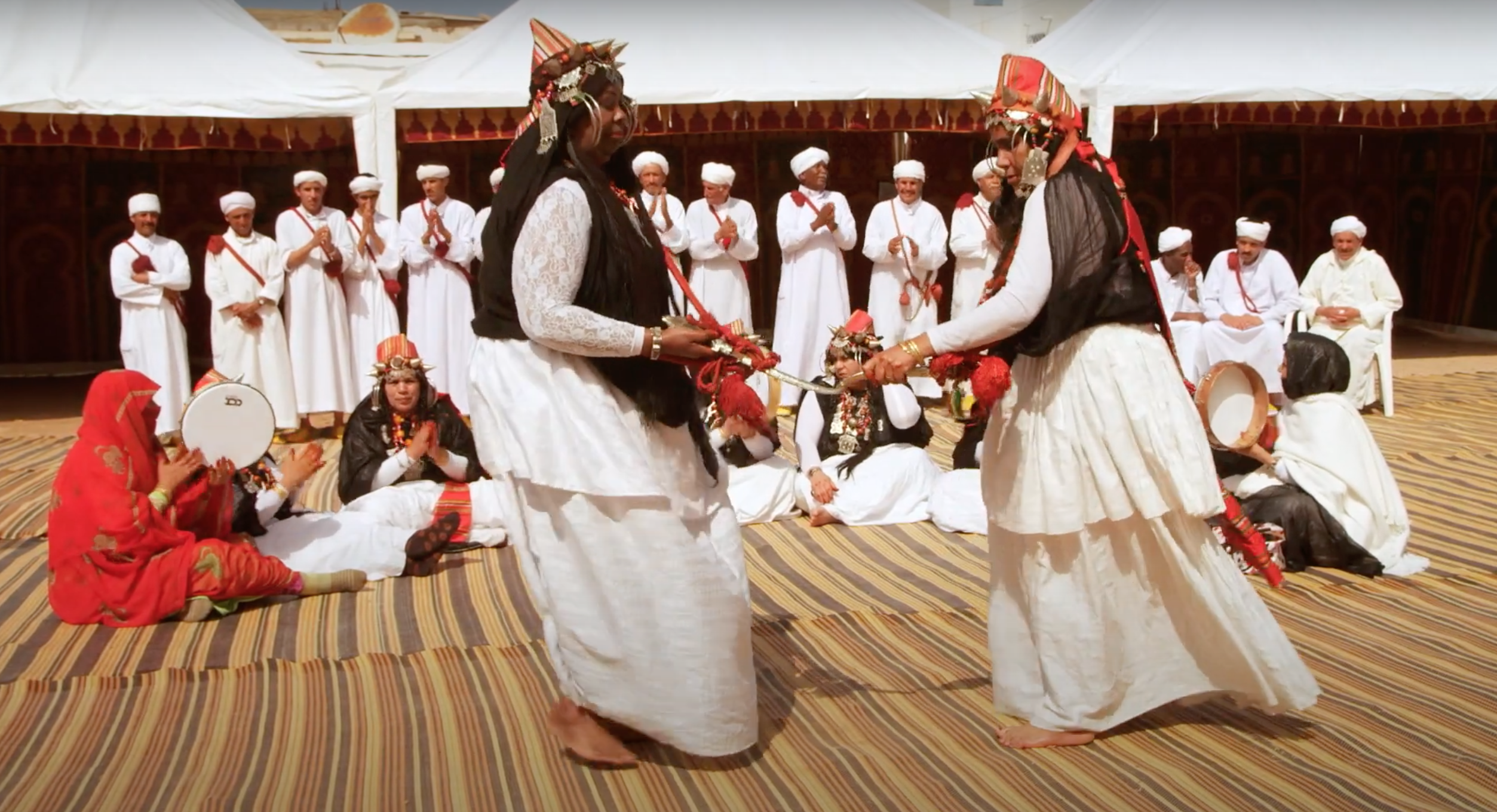
Ahouach d'Aït Baâmrane.
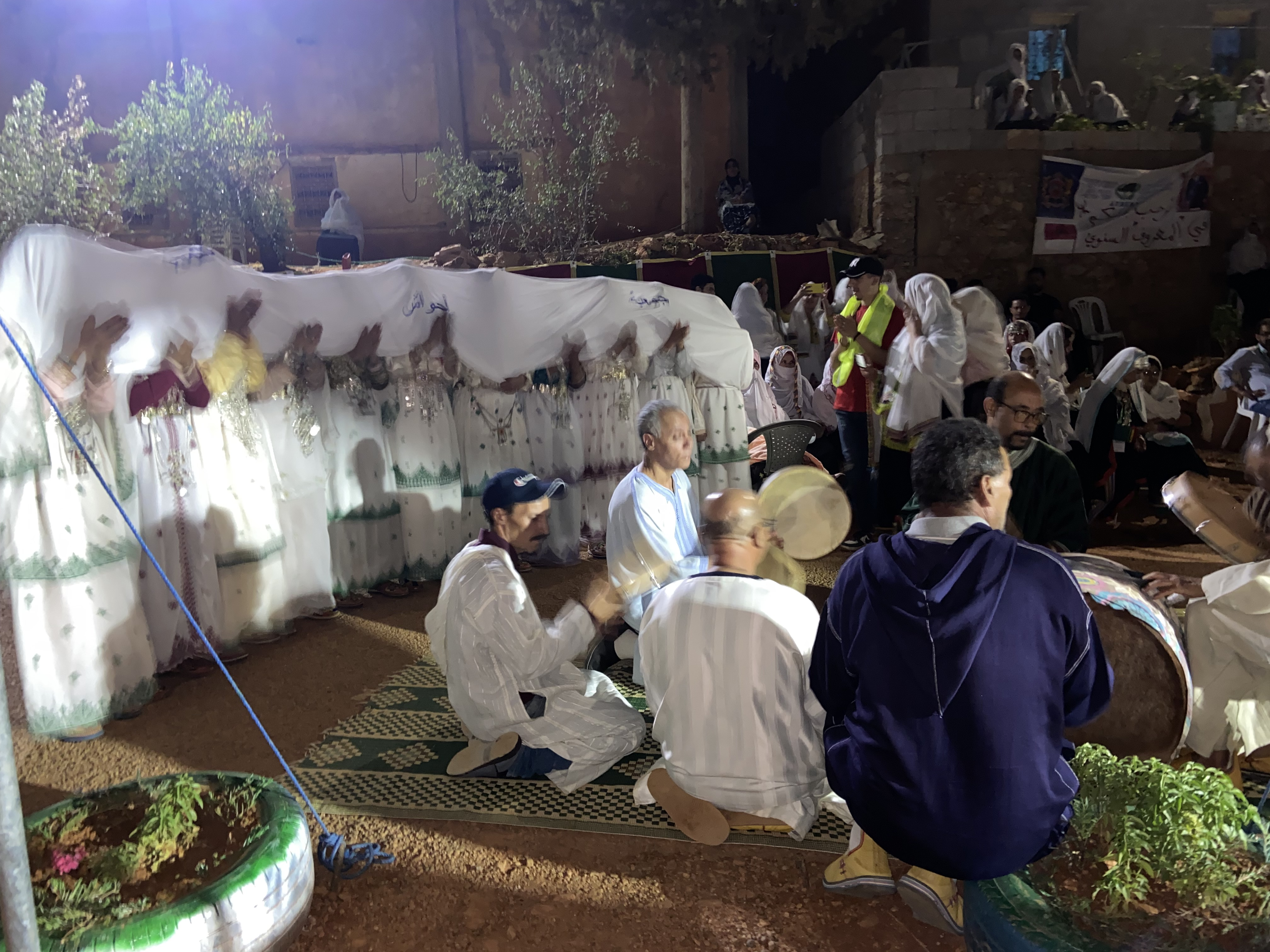
Ahouach de Aougenz.

## Discographie
- Berbères du Maroc "Ahwach", Éditions Musée de l'Homme-CNRS, Les disques microsillons (33 t et 45 t)[7]